# Kakuei Tanaka
Pour les articles homonymes, voir Tanaka.
Kakuei Tanaka (田中 角栄, Tanaka Kakuei), né le 4 mai 1918 dans le village de Futada dans le bourg de Nishiyama (aujourd'hui ville de Kashiwazaki, dans la préfecture de Niigata) et mort le 6 décembre 1993 à Tokyo, est un homme d'État japonais,. Il est le 40e Premier ministre du Japon, du 7 juillet 1972 au 9 décembre 1974.

## Biographie
Kakuei Tanaka est né dans la préfecture de Niigata, dont l'économie est fortement basée sur l'agriculture. Déterminé à sortir sa famille de la misère, il émigre à Tokyo à l'âge de dix-sept ans dans les années 1930. Tout en travaillant, il passe un certain nombre de brevets techniques qui lui donnent des compétences en ingénierie du bâtiment. Il sait se faire apprécier du président de la Kenkyu qui devient son protecteur et lui confie ses premiers contrats de conception d'usine. Envoyé en Mandchourie en 1937, il est réformé après avoir contracté une pneumonie. Cette interruption dans sa carrière ne le freine pas vraiment. Il développe sa propre entreprise en bâtiment avec succès pendant la guerre, comme maître d'œuvre pour la construction d'usines d'armement. Il peut rapatrier une somme importante d'argent de Corée lors de la défaite, somme destinée à l'origine à la transplantation d'une usine d'armement. Après la défaite, il reçoit des contrats de la part de l'armée américaine.
Richard Nixon et Tanaka se réunissent le 31 août et le 1er septembre 1972 dans l'État de Hawaii pour évoquer les problèmes commerciaux. Il fait reconnaître au Japon en 1972 la république populaire de Chine, marquant le début des relations diplomatiques entre cet État communiste et Tokyo.
Le 22 décembre 1973, il décrète l'état d'urgence et prend une série de mesures pour faire face aux conséquences du premier choc pétrolier. Mis en cause dans plusieurs affaires de corruption, il démissionne en 1974.
Il est condamné le 12 octobre 1983 à quatre ans de prison, pour avoir accepté un pot-de-vin de deux millions de dollars de la part de Lockheed. Les membres de son gouvernement ont reçu un total de douze millions de dollars de pots-de-vin de l'entreprise.
Makiko Tanaka, sa fille, se lance aussi dans la politique et devint ministre des Affaires étrangères.

## Analyse
Ce personnage, proche des classes populaires (il n'a pratiquement pas fait d'études), est resté populaire après sa mort. Entrepreneur à succès énergique et jovial, mais parfois imprudent, il détonne dans le paysage politique japonais composé principalement d'anciens hauts fonctionnaires effacés et peu charismatiques formés à l'université de Tokyo ou issus des meilleures universités privées.
Tout au long de sa carrière politique, il a su faire profiter de manière remarquable sa région d'origine des crédits destinés aux infrastructures et à la prévention de catastrophes naturelles. Le comité Echizan (Echizan-kai) qui fédérait son importante clientèle politique était le comité de soutien le mieux organisé du pays, au sein duquel les dérives mafieuses n'ont pas toujours pu être évitées, notamment lors des attributions de commandes publiques.
Il reste un personnage énigmatique, doté d'une capacité de travail et de synthèse hors du commun qui lui valut le surnom, entre autres, de « bulldozer équipé d'un ordinateur ». Considéré par ses partisans comme un visionnaire et par ses ennemis comme un mégalomane, il est sans doute le personnage clef pour comprendre la politique japonaise de l'après-guerre jusqu'à nos jours.